# Тренировочный день
«Тренировочный день» (англ. Training Day) — криминальный триллер режиссёра Антуана Фукуа, вышедший на экраны в 2001 году. В главных ролях — Дензел Вашингтон с Итаном Хоуком. Слоган фильма: «Опаснее преступника может быть лишь преступающий закон полицейский». Актёры главных ролей получили номинации на «Оскар», Дензел Вашингтон выиграл в номинации «Лучшая мужская роль».

## Сюжет
Фильм рассказывает об одном из дней в жизни Джейка Хойта — полицейского из Лос-Анджелеса, которого недавно перевели в отдел по борьбе с наркотиками. Это его первый день на новом месте; его новый напарник Алонзо Харрис — ветеран полиции с солидным послужным списком — хочет, чтобы Джейк показал ему, на что он способен.
После первой встречи в ресторане быстрого питания Алонзо и Хойт отправляются на патрулирование. Первым делом Алонзо показывает Хойту своего сальвадорского осведомителя, который сливает информацию Алонзо, в обмен на разрешение торговать наркотиками. После того, как осуществляется продажа наркотиков студентам, Алонзо и Хойт останавливают их и изымают товар и трубку для курения. Алонзо заставляет Хойта под угрозой пистолетом выкурить дозу наркотиков. Оказывается марихуана смешана с сильным галлюциногеном фенциклидином. После этого они оба едут к другу Алонзо, Роджеру, старому осведомителю. После непродолжительной беседы Алонзо и Хойт отправляются в город, где Хойт, который все ещё находится под остаточным влиянием наркотиков, замечает, что в переулке пытаются изнасиловать девушку. Хойт без помощи Алонзо предотвращает преступление и, подобрав бумажник девушки, которую Алонзо отпустил, садится в машину к последнему, и вместе они едут и задерживают ещё одного торговца наркотиками, Блю. Алонзо узнает кто поставляет крэк Блю и вместе с Хойтом направляется в дом к поставщику, Сэндмену, который сидит в тюрьме. По прибытии к месту проживания Сэндмена, Алонзо, прикрывшись ордером на обыск, который у него отсутствует, обыскивает дом жены Сэндмена и забирает из него деньги, спровоцировав перестрелку.
После, вместе с Хойтом, Алонзо приезжает в дом к Саре (женщине Алонзо). Проведя там некоторое время, Хойт и Алонзо приезжают в ресторан, где Алонзо обсуждает с «Тремя мудрецами» (влиятельными людьми из управления и прокуратуры) свои дела, а также «покупает» себе ордер на обыск в доме Роджера. Выясняется, что жизнь Алонзо под угрозой из-за устроенного им в Вегасе убийства влиятельного русского. Заполучив, после обыска, $ 4 млн Роджера, Алонзо делит их между членами своей группы, после чего убивает Роджера, оговаривая легенду о нападении последнего на группу захвата, подставляя Хойта под убийство, говоря, что Хойту, как новичку, всё сойдёт с рук, и предлагая долю от сбережений Роджера в размере четверти миллиона долларов. Хойт угрожает Алонзо оружием и говорит, что не станет брать вину за смерть Роджера на себя. Алонзо шантажирует его тем, что Хойт курил наркотик и его слово будет против их слова. После перепалки Хойт, понимая своё безвыходное положение, опускает оружие, и вместе с Алонзо они едут к Смайли из банды Хилс с «подарками».
Алонзо под предлогом сходить в туалет покидает Хойта, который садится сыграть в покер со Смайли, Морено и Снайпером. В ходе игры Хойт выясняет, что Алонзо его заказал, а сам тем временем собирается на встречу, чтобы откупиться от русских миллионом из денег Роджера. После попытки вырваться Хойта хватают и тащат в ванную, чтобы пристрелить там, но Морено, решив обыскать копа перед расправой, находит в кармане Хойта бумажник двоюродной сестры Смайли, Летти. После звонка Летти Смайли узнаёт, что Хойт спас её, и со словами «Ты ведь сам понимаешь, бизнес есть бизнес», отпускает Хойта, который направляется к дому подруги Алонзо. Хойт пытается его арестовать, но неудачно, после чего между ними завязывается перестрелка, в ходе которой Хойту удаётся взять верх. Забрав деньги в качестве улики, Хойт с презрением срывает с Алонзо полицейский значок и оставляет его наедине с жителями гетто, в котором Алонзо всем уже надоел, и участниками банды Black P. Stones (Jungles), однако Алонзо не убивают.
В финале Алонзо направляется в аэропорт с целью покинуть город, но его настигают русские и расстреливают. Хойт же возвращается домой к своей супруге, за кадром идёт новостной сюжет, в котором рассказывается, что при опасном задержании был убит сотрудник по борьбе с наркотиками полиции Лос-Анджелеса. Представитель полиции сообщил, что у погибшего Алонзо Харриса остались жена и четверо сыновей. Заслуженный сотрудник полиции был застрелен по пути в аэропорт Лос-Анджелеса. Полицейское управление выражает соболезнования.

## В ролях
| Актёр             | Роль                    |
| ----------------- | ----------------------- |
| Итан Хоук         | офицер Джейк Хойт       |
| Дензел Вашингтон  | сержант Алонзо Харрис   |
| Скотт Гленн       | осведомитель Роджер     |
| Том Беренджер     | детектив Стэн Гурски    |
| Харрис Юлин       | детектив Дуг Росселли   |
| Рэймонд Дж. Бэрри | капитан Лу Джейкобс     |
| Клифф Кертис      | Смайли                  |
| Dr. Dre           | Пол                     |
| Snoop Dogg        | Блю                     |
| Питер Грин        | Джефф                   |
| Мэйси Грэй        | жена Сэндмена           |
| Шарлотта Аянна    | Лиза                    |
| Ева Мендес        | Сара Харрис             |
| Реймонд Крус      | друг Смайли Снайпер     |
| Ноэль Гульеми     | Морено                  |
| Фрэн Кранц        | студент, курящий травку |

## Саундтрек
1. «Keep Your Eyes Open» — 0:06
2. «W.O.L.V.E.S.» — 3:57 (Krumbsnatcha и M.O.P.)
3. «Bounce, Rock, Golden State» — 4:05 (Xzibit, Ras Kass и Saafir)
4. «Put It on Me» — 5:04 (Dr. Dre, DJ Quik и Mimi)
5. «#1» — 4:23 (Nelly)
6. «Fuck You» — 3:54 (Pharoahe Monch)
7. «Watch the Police» — 2:49 (C-Murder и Trick Daddy)
8. «Dirty Ryders» — 4:20 (The Lox)
9. «Crooked Cop» — 3:57 (Napalm)
10. «American Dream» — 5:21 (Шон Коумз, Mark Curry, Black Rob и Дэвид Боуи)
11. «Greed» — 3:24 (Cypress Hill и Kokane)
12. «Guns N’ Roses» — 3:38 (Clipse и The Neptunes)
13. «Tha Squeeze» — 3:28 (Gang Starr)
14. «Let Us Go» — 4:38 (King Jacob и Professor)
15. «Training Day (In My Hood)» — 4:21 (Roscoe)
16. «Protect Your Head» — 4:18 (Soldier B)
17. «Wolf or Sheep» — 3:41 (Марк Манчина)
18. «Still D.R.E.» — 4:32 (Dr. Dre feat. Snoop Dogg)
19. «(Rock) Superstar» — 4:37 (Cypress Hill)
20. «Last Resort» — 3:19 (Papa Roach)

## Критика
Фильм получил в целом положительные отзывы: его рейтинг на сайте Rotten Tomatoes составляет 72 % одобрения, сайт Metacritic дает ему рейтинг 69, что соответствует уровню «в основном положительная оценка».

## Влияние
Алонзо Харрис является одним из прототипов полицейского Фрэнка Тэнпенни из компьютерной игры Grand Theft Auto: San Andreas.

## Награды и номинации
Фильм отмечен рядом наград. Основным номинантом на различные премии был Дензел Вашингтон, который получил «Оскар» и премию канала MTV за роль Алонзо Харриса, а также был номинирован за ту же роль на «Золотой глобус», «Спутник» и премию Гильдии киноактёров США. Итан Хоук получил несколько номинаций за роль Джейка Хойта, в том числе и на «Оскар». Также Snoop Dogg получил премию MTV за лучшее камео в фильме.
| Премия                         | Категория                         | Номинант         | Результат |
| ------------------------------ | --------------------------------- | ---------------- | --------- |
| «Оскар»                        | Лучшая мужская роль               | Дензел Вашингтон | Победа    |
| «Оскар»                        | Лучшая мужская роль второго плана | Итан Хоук        | Номинация |
| «Золотой глобус»               | Лучшая мужская роль — драма       | Дензел Вашингтон | Номинация |
| «Спутник»                      | Лучшая мужская роль — драма       | Дензел Вашингтон | Номинация |
| Премия Гильдии киноактёров США | Лучшая мужская роль               | Дензел Вашингтон | Номинация |
| Премия Гильдии киноактёров США | Лучшая мужская роль второго плана | Итан Хоук        | Номинация |
| MTV Movie Awards               | Лучший злодей                     | Дензел Вашингтон | Победа    |
| MTV Movie Awards               | Лучшая реплика                    |                  | Номинация |
| MTV Movie Awards               | Лучшее камео                      | Snoop Dogg       | Победа    |